# GNUPedia
GNUPedia (später umbenannt in GNE) war ein Projekt, um eine freie Enzyklopädie zu schaffen, die unter der GNU-Lizenz für freie Dokumentation lizenziert wurde und unter Aufsicht der Free Software Foundation stand. Inzwischen wurde es eingestellt.
Das Projekt wurde 1999 von Richard Stallman vorgeschlagen und startete schließlich im Januar 2001 unter Moderation von Héctor Facundo Arena. Bereits kurz nach Beginn gab es Verwirrung über den ähnlich klingenden Namen des Projekts zur Nupedia, welche von Jimmy Wales und Larry Sanger zuvor gestartet worden war. Außerdem war unklar, ob es eine Aufspaltung der freien Enzyklopädien geben würde. Darüber hinaus hatte Wales den Domainnamen gnupedia.org besessen.
Mitwirkende der GNUPedia bemerkten häufig die redaktionelle Steuerung und bürokratische Schwierigkeiten, sobald sie etwas zur Nupedia beitragen wollten. Eine Kernfrage der GNUPedia war, inwieweit redaktionelle Handlungen nötig wären, um Mitwirkung am Projekt zu veranlassen. Gleichzeitig startete Wales das Wikipediaprojekt und forderte die GNUPedia-Gemeinde auf, sich anzuschließen.
Wikipedia wurde von den GNUPedia-Anhängern mit großer Begeisterung angenommen und überholte alsbald die zwei Originalprojekte. GNUPedia bestand weiterhin, benannte sich aber wegen der Namenskontroverse zu Nupedia um in GNE. Die Abkürzung GNE ist zugleich rekursives Akronym und bedeutet „GNE is Not an Encyclopedia“. Daraufhin wurden die Ziele der GNE neu definiert; es sollte eine umfangreiche Wissensdatenbank werden. Auch die Namensänderung trug nicht entscheidend zum Erfolg des Projekts bei und die Arbeiten daran nahmen ab. Richard Stallman unterstützt seitdem die Wikipedia.